# Карлович, Антон Михайлович
Антон Михайлович Карлович (1785 — после 1861) — генерал от инфантерии, участник наполеоновских войн и подавления Венгерского восстания 1848—1849 гг.

## Биография
Происходил из дворян Виленской губернии, родился в 1785 г.
В службу вступил из Виленского военного училища 6 июля 1803 г. прапорщиком в 33-й егерский полк, в рядах которого участвовал в войнах с Турцией 1809—1812 гг. и Францией 1812—1815 гг., причём был трижды ранен, контужен находился с лишком три месяца в плену и за боевые отличия получил чины штабс-капитана и капитана, ордена св. Анны 3-й степени и св. Владимира 4-й степени и золотую шпагу с надписью «За храбрость». 26 ноября 1823 г. был награждён орденом св. Георгия 4-й степени (№ 3736 по списку Григоровича — Степанова).
6 декабря 1827 г. назначен командиром 4-го егерского полка, с которым сделал кампанию против польских мятежников в 1831 г., получив за дело на Гроховском поле 13 февраля 1831 г. орден св. Анны 2-й степени с короною и за взятие Варшавы 27 августа — аренду по 800 рублей на 12 лет. После присоединения в 1833 г. 4-го егерского полка к Эстляндскому полку возглавил последний.
Произведённый 10 сентября 1835 г. в генерал-майоры, он последовательно занимал должности командира 2-й бригады 5-й пехотной дивизии, 1-й бригады 6-й пехотной дивизии и начальника 4-й пехотной дивизии, во главе которой участвовал в Венгерской кампании.
23 марта 1847 года произведён в генерал-лейтенанты.
В день 50-летнего юбилея службы в 1853 г. получил орден св. Владимира 2-й степени и вскоре за тем был назначен председателем полевого аудиториата действующей армии; 6 октября 1861 г. произведён в генералы от инфантерии с увольнением в отставку.
Время, место и обстоятельства смерти Карловича невыяснены.

## Награды
Российской империи:
- Орден Святой Анны 4-й степени (1811)
- Орден Святого Владимира 4-й степени с бантом (1813)
- Золотое оружие «За храбрость» (1813)
- Орден Святого Георгия 4-й степени (1823)
- Польский знак отличия за военное достоинство 3-й степени (1831)
- Орден Святой Анны 2-й степени (24 сентября 1830); императорская корона к ордену (19 апреля 1831)
- Орден Святого Владимира 3-й степени (5 августа 1833)
- Орден Святого Станислава 1-й степени (1839)
- Знак отличия беспорочной службы за XXXV лет (1839)
- Орден Святой Анны 1-й степени (1842); императорская корона к ордену (1851)
- Знак отличия беспорочной службы за XLV лет (1851)
- Орден Святого Владимира 2-й степени (1853)

Иностранных государств:
- Орден Железной короны 1-го класса (1850, Австрийская империя)
- Орден Красного орла 2-й степени со звездой (1851, королевство Пруссия)
- Австрийский орден Леопольда 1-го класса (1853, Австрийская империя)